# Droga wojewódzka nr 195
Droga wojewódzka nr 195 (DW195) – droga wojewódzka klasy Z w województwie wielkopolskim łącząca Zatom Nowy z Zatomem Starym o długości ok. 1,5 km.
W latach 1986–2002 numer 195 był przypisany do drogi o przebiegu Rogoźno – Wągrowiec. Od 2002 roku odcinek ten leży w ciągu drogi wojewódzkiej nr 241.
W ciągu trasy występuje przeprawa promowa przez Wartę. Funkcjonuje ona z nieregularną częstotliwością od godz. 6:30 do ok. godz. 17:00 (z ograniczeniami w sezonie zimowym i w dni wolne od pracy).